# Gisela Wülffing
Gisela Wülffing (* 1946 in Bonn) ist eine deutsche Publizistin und Frauenrechtlerin. Wülffing gehörte seit 1977 zur Frankfurter Gruppe der Gründer der Berliner Tageszeitung taz, deren Kuratoriumsmitglied sie seit 2009 ist. Bei der kontroversen „Waffen für El Salvador“-Aktion der taz 1980 gehörte sie zu den Skeptikern und war in dieser Auseinandersetzung Gegenspielerin von Hans-Christian Ströbele.
Von 1986 bis 2008 war sie Pressesprecherin der Bevollmächtigten für Frauenangelegenheiten in Hessen, Wiesbaden. Von 1991 bis 2002 oblag ihr die Öffentlichkeitsarbeit im hessischen Sozialministerium in Wiesbaden. Zwischen 2003 und 2008 leitete sie die Stabsstelle Frauenpolitik im hessischen Sozialministerium.
Mitpreisträgerin des Elisabeth-Selbert-Preises 1983.